# Stichophthalma
Stichophthalma är ett släkte av fjärilar. Stichophthalma ingår i familjen praktfjärilar.

## Bildgalleri

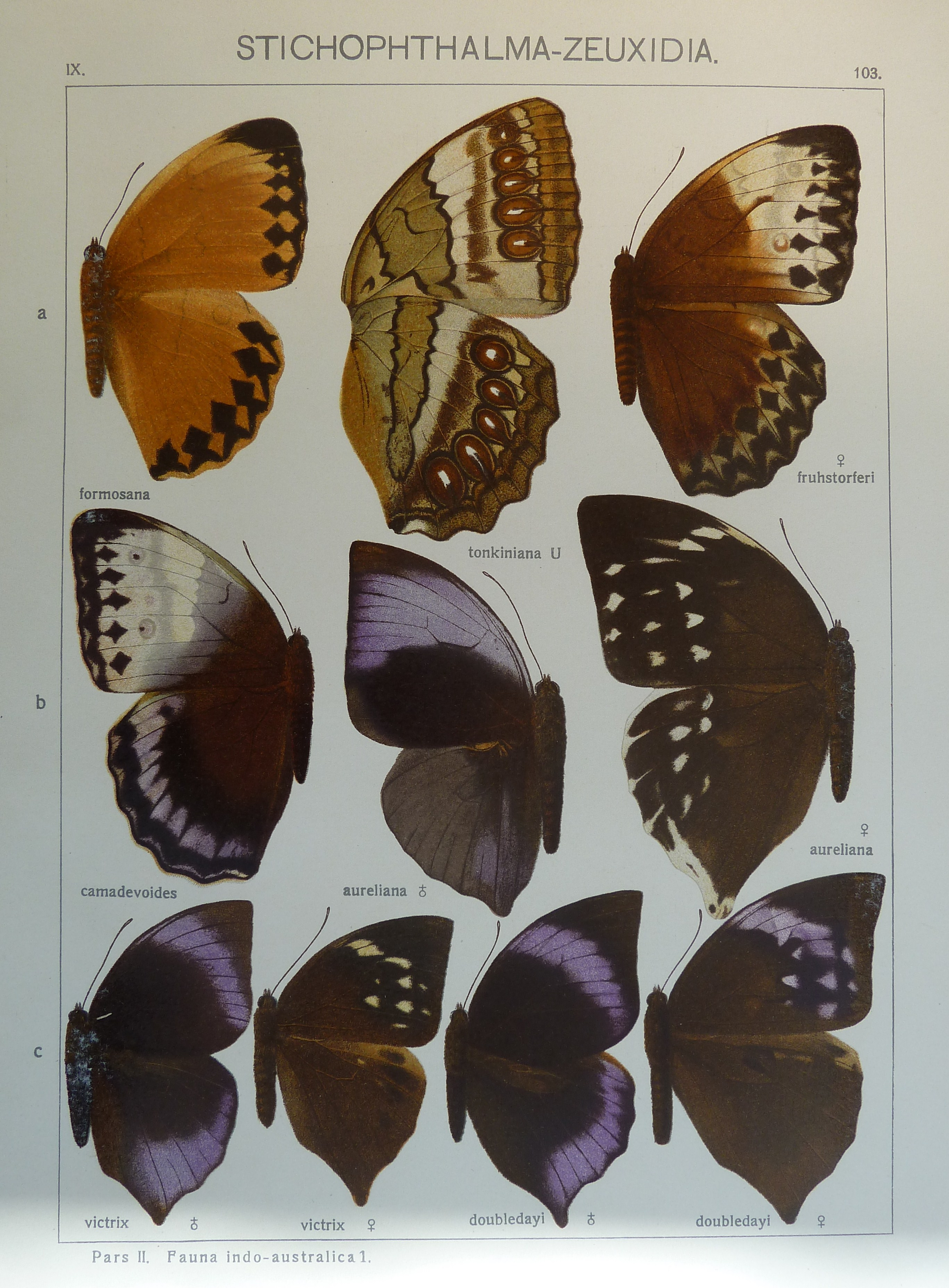
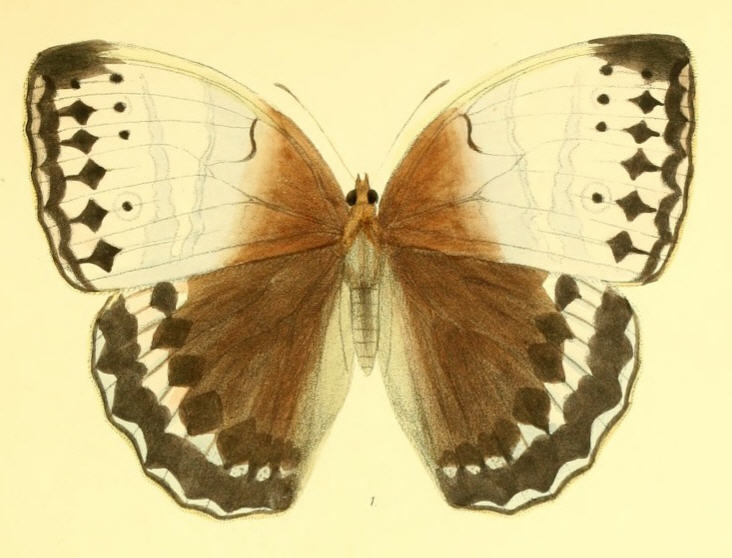
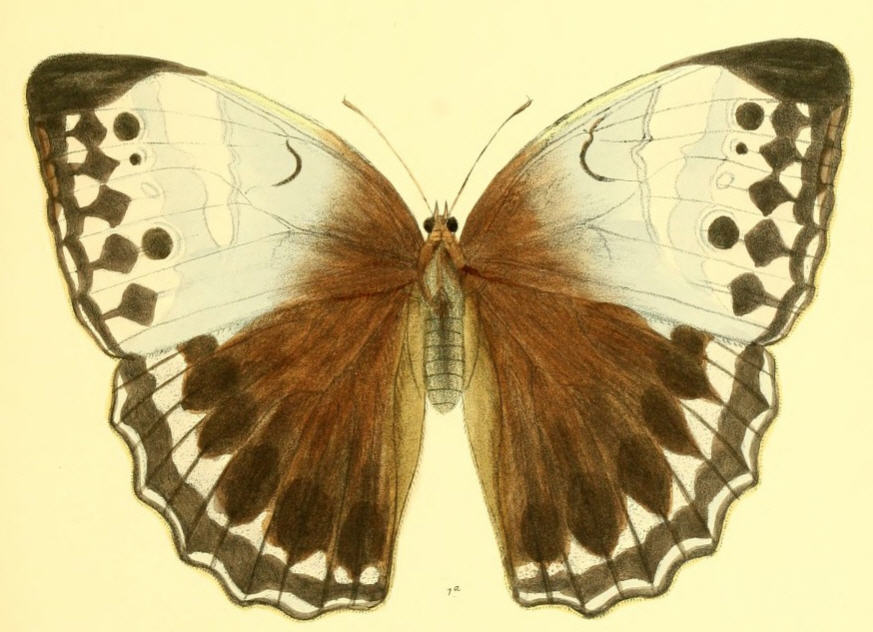
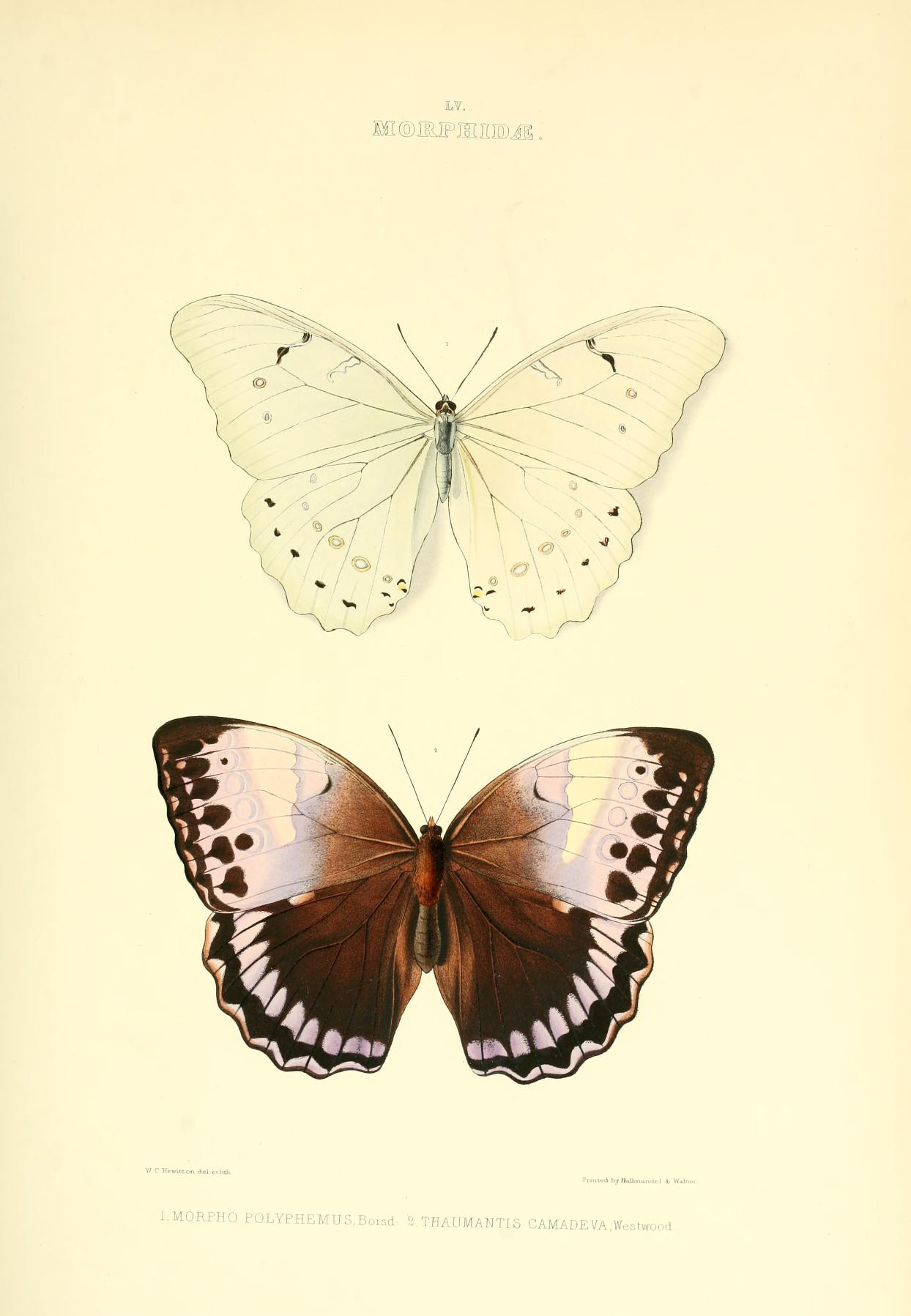
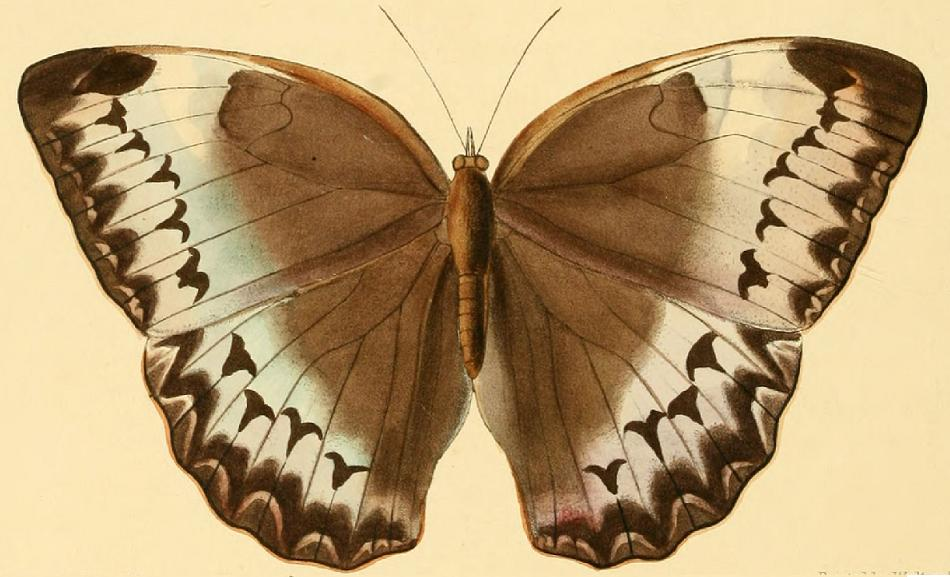
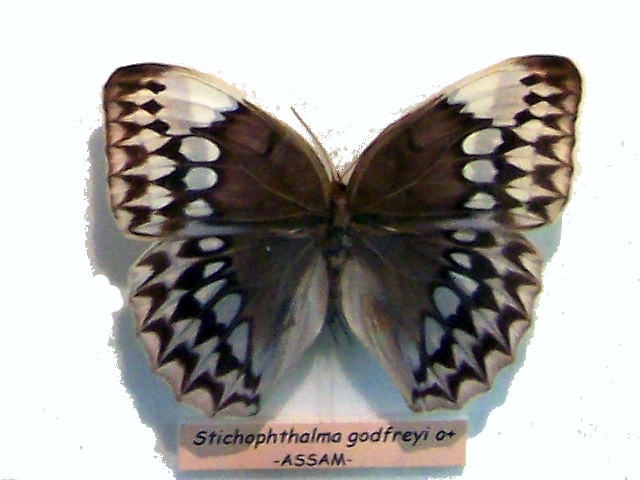

## Dottertaxa tillStichophthalma, i alfabetisk ordning[1]
- Stichophthalma aborica
- Stichophthalma amyclas
- Stichophthalma antonia
- Stichophthalma archbaldi
- Stichophthalma bowringi
- Stichophthalma burmana
- Stichophthalma camadeva
- Stichophthalma camadevoides
- Stichophthalma cambodia
- Stichophthalma chuni
- Stichophthalma editha
- Stichophthalma evansi
- Stichophthalma formosana
- Stichophthalma fruhstorferi
- Stichophthalma fusca
- Stichophthalma godfreyi
- Stichophthalma howqua
- Stichophthalma hyacynthus
- Stichophthalma iapetus
- Stichophthalma le
- Stichophthalma louisa
- Stichophthalma mathilda
- Stichophthalma miyana
- Stichophthalma nagaensis
- Stichophthalma neumogeni
- Stichophthalma nicevillei
- Stichophthalma nourmahal
- Stichophthalma nurinissa
- Stichophthalma pacifica
- Stichophthalma ranohngensis
- Stichophthalma regulus
- Stichophthalma siamensis
- Stichophthalma sparta
- Stichophthalma suffusa
- Stichophthalma tonkiniana
- Stichophthalma tytleri
- Stichophthalma wilhelma